# Protoptilum denticulatum
Protoptilum denticulatum är en korallart som beskrevs av Jungersen 1904. Protoptilum denticulatum ingår i släktet Protoptilum och familjen Protoptilidae. Inga underarter finns listade i Catalogue of Life.